# Huarpea
Huarpea là một chi thực vật có hoa trong họ Cúc (Asteraceae).

## Loài
Chi Huarpea gồm các loài: